# چاه شور علیا (منوجان)
چاه شور علیا، روستایی از توابع بخش مرکزی شهرستان منوجان در استان کرمان ایران است.

## جمعیت
این روستا در دهستان قلعه قرار دارد و براساس سرشماری عمومی نفوس و مسکن در سال ۱۳۹۵، جمعیت آن برابر با ۱۷۵ نفر (۴۷ خانوار) بوده‌است.